# Golfpark Westerpark
Golfpark Westerpark is een openbare 18-holes golfbaan in het Zoetermeerse Westerpark in de Nederlandse provincie Zuid-Holland. De baan werd op 30 juni 1990 officieel geopend; de openingsslag werd verricht door prins Bernhard. Het ontwerp is van de Nederlandse golfer en golfarchitect Joan F. Dudok van Heel. Tot eind 2024 maakte de baan deel uit van de landelijke BurgGolf-keten, sindsdien is het golfpark eigendom van de Hollandsche Golfbaan Exploitatie Maatschappij  Golfpark Westerpark beschikt over de grootste Toptracer-drivingrange van Nederland, met 31 overdekte afslagplaatsen verspreid over twee niveaus.

## Geschiedenis
- Op 30 juni 1990 sloeg prins Bernhard van Lippe‑Biesterfeld de openingsdrive.[2]
- In 2002 voegde golfarchitect Bruno Steensels extra contouren en bunkers toe om de baan speelser te maken.[3]

## Baanontwerp
De par‑71 baan (5.829 m) is een combinatie van polder‑ en parkholes.
- *Lus 1 (blauw) * is vlak en open, met waterhindernissen die de oorspronkelijke sloten volgen.
- *Lus 2* (geel) kent hoogteverschillen, bebossing en blinde tee‑shots.

Course rating: 71,1; slope rating: 136 (witte tees).

## Faciliteiten
- 31 overdekte Toptracer‑afslagplaatsen verdeeld over twee verdiepingen (grootste van NL).[5]
- 3‑holes par‑3 oefenbaan en short‑game‑area.
- Clubhuis met pro‑shop, kleedruimten en brasserie
- Vergader‑ en evenementenzalen

## Bereikbaarheid
Golfpark Westerpark ligt aan de Heuvelweg 3 (2716 DZ). Vanaf afrit 7 (Rijksweg A12) is het terrein per auto binnen vijf minuten bereikbaar.  De dichtstbijzijnde RandstadRail‑haltes zijn Voorweg Laag en Voorweg Hoog, beide op circa 900 meter.